# Microsoft Math Solver
Microsoft Math Solver és una aplicació mòbil enfocada a les matemàtiques. Ha sigut creada per la companyia Microsoft amb l'objectiu d'ajudar els estudiants a resoldre els seus problemes matemàtics mitjançant l'ús d'intel·ligència artificial (IA).
Microsoft Math Solver està disponible a iOS (novembre 2019) i a Android (desembre 2019).

## Funcionament de l'aplicació
Microsoft Math Solver requereix una connexió a internet, ja que realitza les operacions a l'emmagatzematge en núvol. Està creada a partir d'intel·ligència artificial avançada amb el propòsit d'oferir a l'usuari l'opció de resoldre una gran varietat de problemes matemàtics en pocs segons, ja siguin d'aritmètica, àlgebra, estadística, càlculs bàsics o bé enunciats de text sobre problemes matemàtics.
Per tal d'obtenir la solució d'un problema matemàtic ofereix diferents maneres d'introduir l'equació:
- Escriure a l'aplicació l'equació mitjançant la interfície incorporada de calculadora.
- Escanejar l'equació escrita en un paper o en una altra pantalla mitjançant la realització d'una fotografia amb la càmera del dispositiu mòbil.
- Escriure a mà l'equació, dibuixant-la sobre la pantalla del dispositiu mòbil.
- Escriure el text del problema mitjançant el teclat del dispositiu mòbil (per exemple: "volum d'un con amb una alçada de 5 cm i un radi de 2 cm")

Seguidament, l'aplicació fa ús del seu solucionador matemàtic impulsat per IA, per tal de reconèixer el problema i oferir una solució instantània.
Un cop l'usuari obté la solució, l'aplicació ofereix diferents opcions d'explicacions per tal de comprendre com s'ha obtingut aquell resultat:
- Mostra el mètode de resolució amb una explicació pas a pas de les operacions intermèdies realitzades que han portat al resultat final.
- Opció de visualitzar gràfics interactius.
- Opció de visualitzar problemes similars
- Opció de visualitzar conferències en format de vídeo tutorials sobre com resoldre problemes similars.

En cas que l'aplicació no pugui oferir una solució al problema plantejat, condueix a l'usuari al cercador Bing on mostra un llistat de pàgines webs en les quals podria trobar una possible resposta al problema.
A més a més, Microsoft Math Solver també permet l'opció de guardar problemes per tal de revisar-los posteriorment, compta amb un historial amb totes les cerques realitzades i, inclou un llistat d'exemples de problemes amb la finalitat d'ajudar a l'usuari a iniciar-se a la pràctica de les matemàtiques.